# 韦尔努昂加蒂讷
韦尔努昂加蒂讷（法語：Vernoux-en-Gâtine，法語發音：[vɛʁnu ɑ̃ ɡatin]）是法国德塞夫勒省的一个市镇，属于帕尔特奈区。

## 地理
韦尔努昂加蒂讷（46°38'8"N, 0°30'47"W）面积31.2 平方千米，位于法国新阿基坦大区德塞夫勒省，该省份为法国西部内陆省份，北起曼恩-卢瓦尔省，西接旺代省，南至夏朗德省和滨海夏朗德省，东临维埃纳省。
与韦尔努昂加蒂讷接壤的市镇（或旧市镇、城区）包括：拉布西、拉尔雅斯、讷维-布安、瑟孔迪尼、伯尼翁-蒂勒伊。

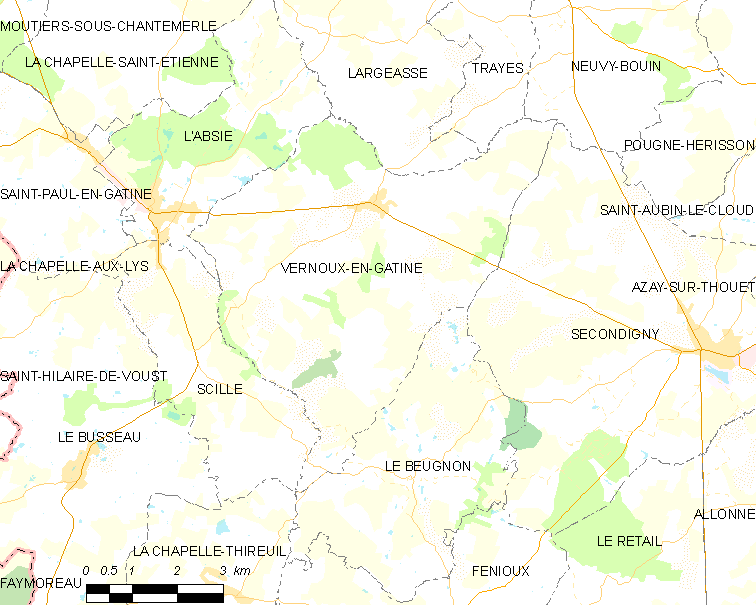
韦尔努昂加蒂讷的OSM定位图

韦尔努昂加蒂讷的时区为UTC+01:00、UTC+02:00（夏令时）。

## 行政
韦尔努昂加蒂讷的邮政编码为79240，INSEE市镇编码为79342。

## 政治
韦尔努昂加蒂讷所属的省级选区为拉加蒂讷县。

## 人口

1962-2008年间韦尔努昂加蒂讷人口变化图示

韦尔努昂加蒂讷于2022年1月1日时的人口数量为583人。